# EB (piwo)
EB Specjal Pils – popularna w latach 90. XX wieku marka jasnego piwa produkowana w browarach w Elblągu i Braniewie. Znak towarowy EB od 1998 roku należy do spółki Grupa Żywiec S.A.

## Historia
Piwo marki EB pojawiło się na polskim rynku w 1993 roku. W latach 1993–1998 piwo pod tą nazwą było produkowane przez polsko-australijską spółkę joint venture Elbrewery Company Limited.
Było to pierwsze w Polsce piwo typu lager, które swój sukces zawdzięczało nie konsumentom, ale w głównej mierze sprawnym działaniom marketingowym oraz wysokobudżetowej kampanii reklamowej. W połowie lat 90. XX wieku było to najlepiej sprzedające się piwo w Polsce, z produkcją na poziomie 800 tys. hektolitrów piwa rocznie, która wzrosła po kilku latach do ponad 4 mln hektolitrów, co stanowiło w rekordowym momencie 20 proc. udziałów w polskim rynku piwa.
W 1998 roku po połączeniu się spółek Zakłady Piwowarskie w Żywcu S.A. i spółki Brewpole BV marka stała się własnością Grupy Żywiec S.A. Od tego czasu widoczny był znaczny spadek sprzedaży piwa marki EB. W 2003 roku zaprzestano produkcji piwa na rynek polski ograniczając ją tylko na eksport.
Przez 12 lat piwo marki EB było produkowane w Browarze w Elblągu wyłącznie w charakterze piwa eksportowego. Strategia marki obejmowała jego eksport do: Niemiec, Kanady, Stanów Zjednoczonych Ameryki, Wielkiej Brytanii i Rosji. Rosnąca popularność piw regionalnych na polskim rynku, w tym produkowanego ponownie (przez Browar Namysłów Sp. z o.o.) w regionie piwa Braniewo, miały wpływ na decyzję Grupy Żywiec o przywróceniu marki EB w Polsce. W kwietniu 2015 r. rozpoczęła się kampania reklamowa, obejmująca film ze sloganem „Zaraz wracam”, a także hasło główne marki – „Wraca czas na EB”.
W czerwcu 2017 r. rozpoczęto kampanię marketingową promującą piwo opartą na haśle „Tymczasem EB”. W czasie jej trwania zamieszczono w Parku Cytadela w Poznaniu, będącym pomnikiem historii i cmentarzem, graffiti ze sloganami reklamującymi markę EB. Wywołało to szeroką krytykę takich działań, które zostały nazwane aktami wandalizmu. Grupa Żywiec, właściciel marki EB, wydała oświadczenie w którym przeprosiła za ten element kampanii oraz obiecała usunięcie napisów z Cytadeli w Poznaniu oraz innych miejsc wskazanych przez konsumentów.

## Galeria

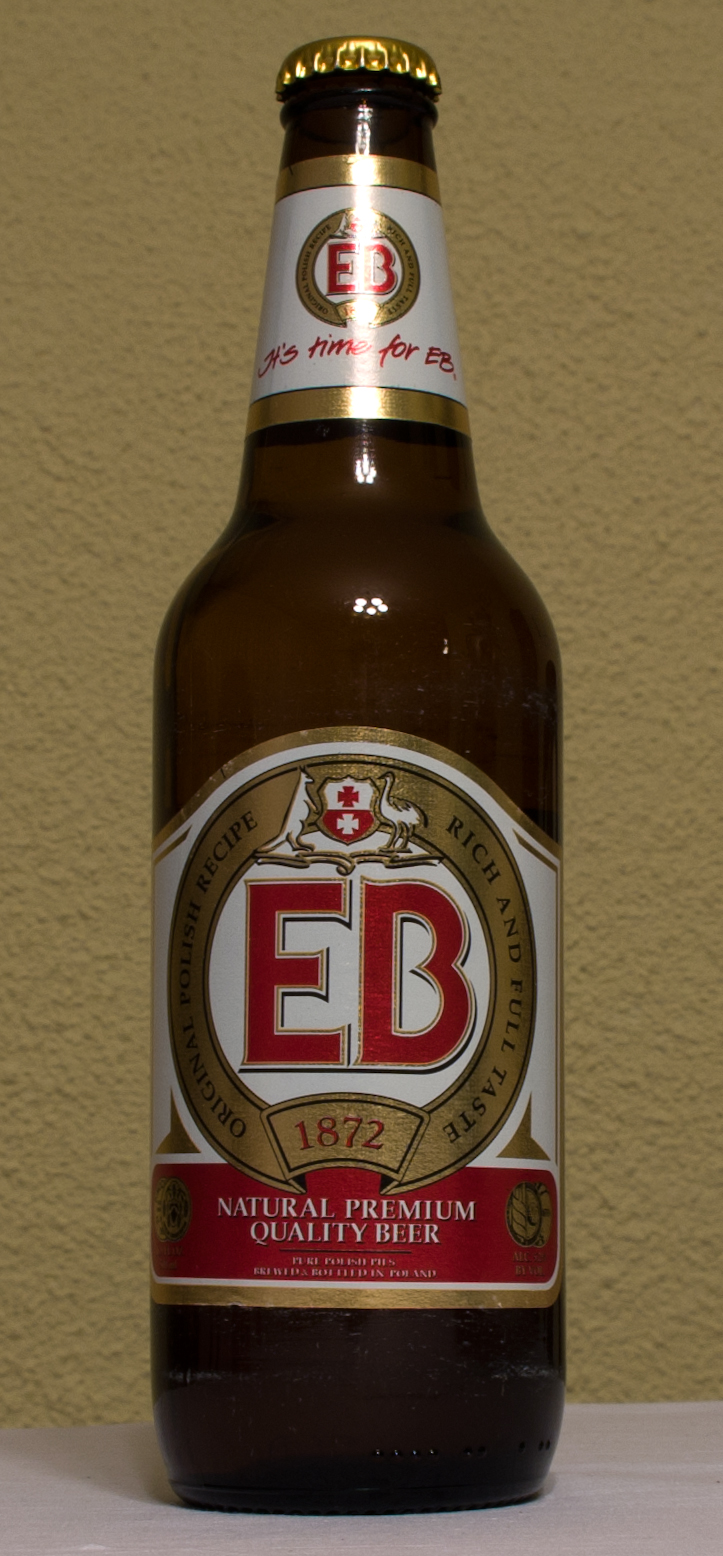
Butelka piwa EB z roku 2012. Tu widoczna etykieta główna i krawatka w j. angielskim
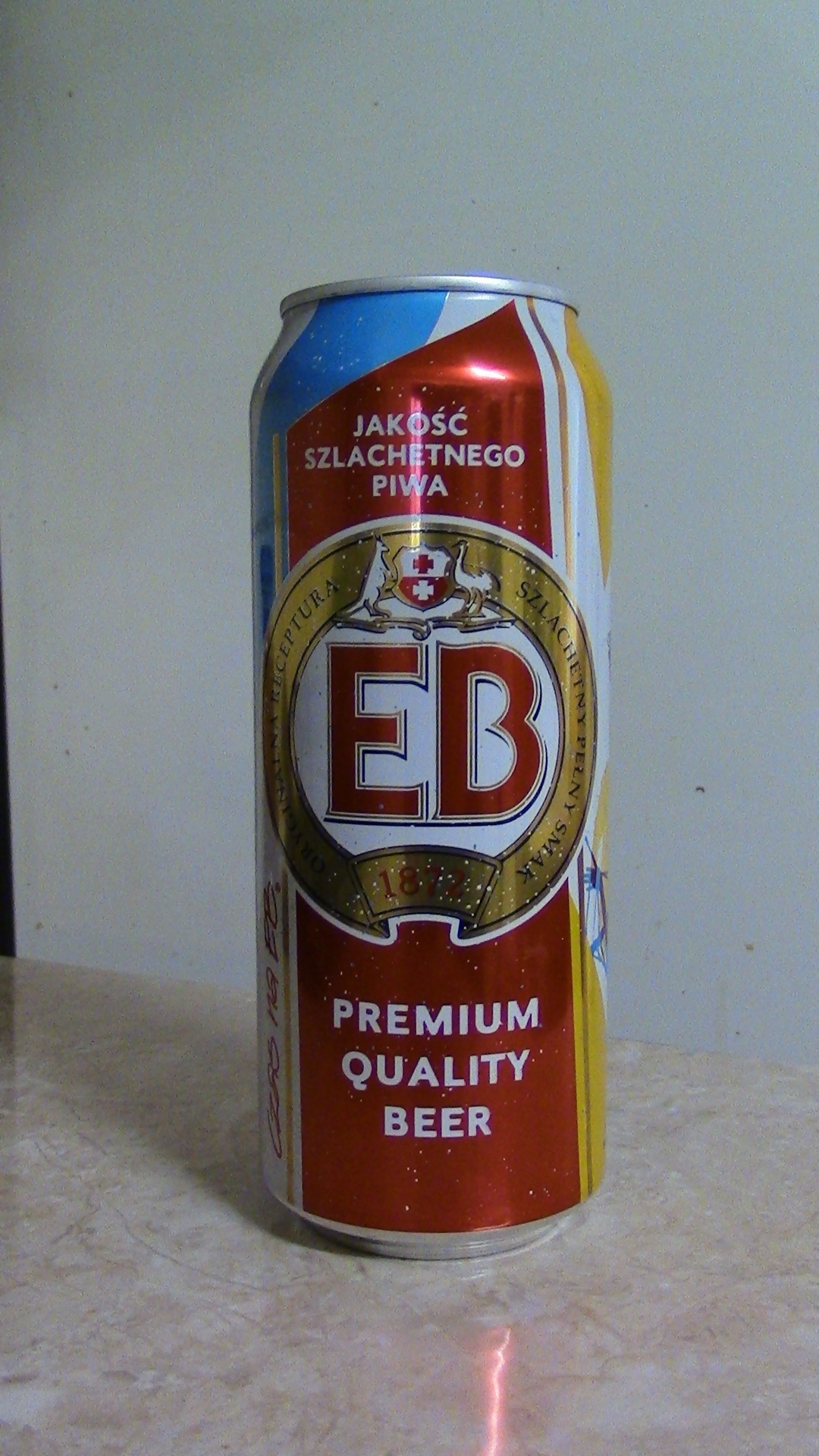
Puszka piwa EB z 2017
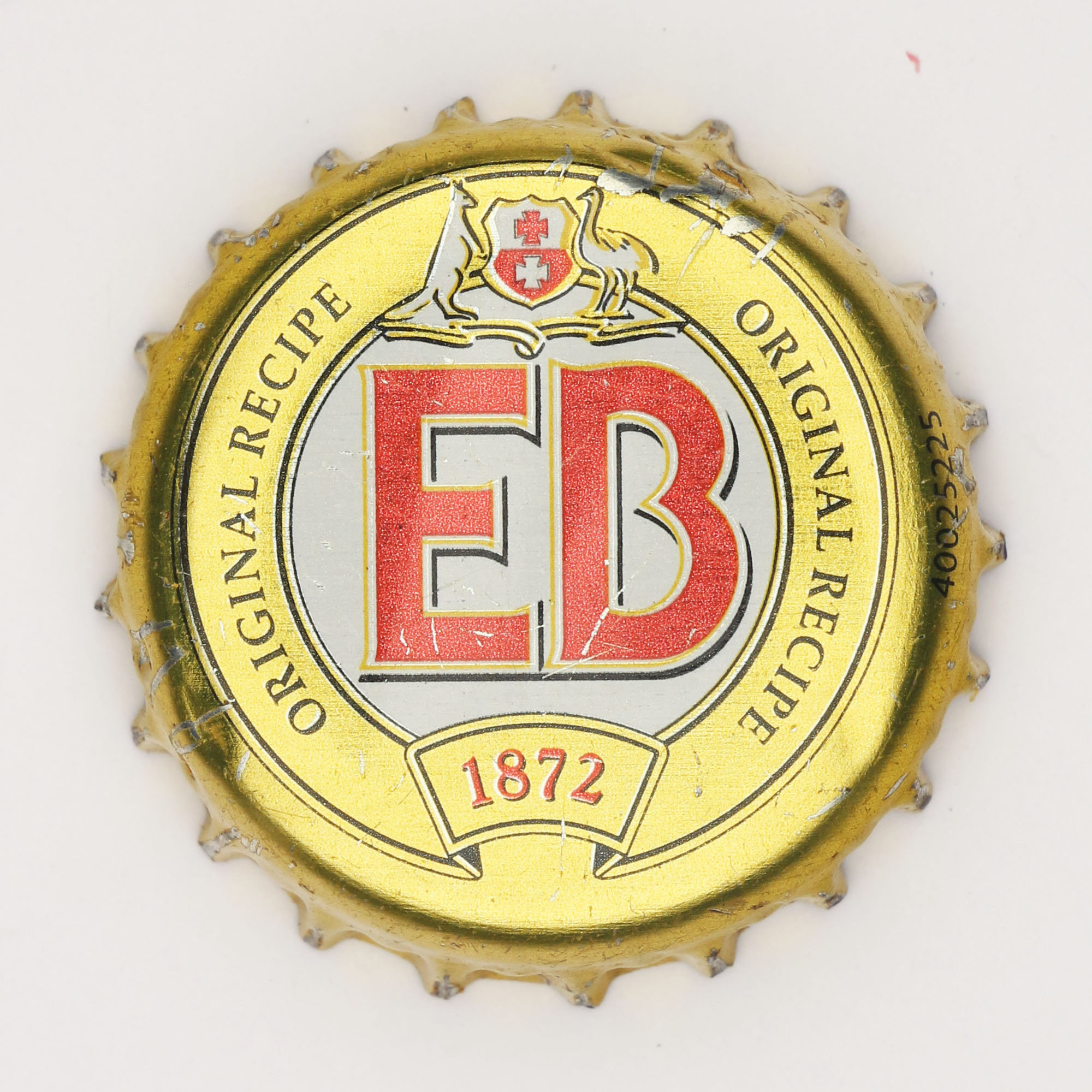
Kapsel EB do 2017